# Anja Mittag
Pour les articles homonymes, voir Mittag.
Anja Mittag est une footballeuse allemande née le 16 mai 1985 à Chemnitz. Retraitée de l'équipe d'Allemagne, elle compte 158 sélections et 50 buts. Elle a gagné à la fois la Coupe du monde, les Jeux Olympiques et la Ligue des champions. Elle a été la première joueuse à marquer 50 buts en Ligue des champions féminine.

## Biographie

### En club
Anja Mittag quitte le 1. FFC Turbine Potsdam pour rejoindre le LdB FC Malmö le 1er janvier 2012, signant un contrat de deux ans avec une option d'une année supplémentaire.
Le 28 mai 2015, elle s'engage pour deux saisons avec le Paris Saint-Germain, récent finaliste de la Women's Champions League.
En novembre 2015, elle devient la meilleure buteuse de l'histoire de la Ligue des champions, avec un total de 49 buts. Elle dépasse sa compatriote Conny Pohlers (48 buts).
Le 30 août 2016, elle quitte le PSG et rejoint le club allemand de Wolfsburg où elle joue une saison.
En 2017, elle fait son retour au club suédois de Rosengard.
Elle devient la première joueuse à marquer 50 buts en Ligue des champions féminines le 11 octobre 2017 grâce à un but marqué pour Rosengard contre Olimpia Cluj en 16e de finale de la compétition. Un temps meilleure buteuse de la compétition, elle a désormais été dépassée par la joueuse de l'Olympique lyonnais Ada Hegerberg.
Après deux saisons en Suède, elle décide de retourner en Allemagne et rejoint le RB Leipzig.
Elle annonce raccrocher les crampons en juillet 2020 à 35 ans et après 18 ans de carrière.
Elle surprend en mars 2021 en faisant son retour sur les terrains avec le SV Eintracht Leipzig-Süd (de), club de 3e division allemande, et marque un but dès son premier match. Elle explique en partie son retour par un grand nombre de blessées dans l'équipe et annonce ne signer que jusqu'à la fin de saison. Elle reste en parallèle coach-adjointe au RB Leipzig et prend de nouveau sa retraite à l'été 2021.

### En équipe nationale
Avec les moins de 20 ans, Mittag participe à la Coupe du monde des moins de 19 ans en 2002 puis en 2004 (12 matchs, 9 buts). Les allemandes remportent la compétition en 2004.
Anja Mittag participe ensuite à la Coupe du monde féminine 2007 avec l'Allemagne. Son équipe remporte la compétition sans encaisser le moindre but durant le tournoi. Anja Mittag ne dispute qu'un seul match lors de cette compétition, contre l'Argentine (victoire 11-0).
Anja Mittag dispute ensuite le mondial 2015 organisé au Canada. Elle dispute sept matchs lors de ce tournoi, inscrivant cinq buts. L'Allemagne se classe quatrième de la compétition.
Anja Mittag remporte trois championnats d'Europe avec l'Allemagne, en 2005, 2009, et 2013. Lors de l'édition 2013, elle marque le but de la victoire en finale contre la Norvège.
Anja Mittag participe également à trois tournois olympiques, en 2004, 2008 et 2016. L'Allemagne remporte la médaille d'or en 2016 en battant la Suède en finale.
Elle annonce la fin de sa carrière internationale en août 2017 après 158 sélections.

## Statistiques
| Saison                | Club                     | Championnat           | Championnat | Championnat | Coupe(s) nationale(s) | Coupe(s) nationale(s) | Compétition(s) continentale(s) | Compétition(s) continentale(s) | Compétition(s) continentale(s) | Total | Total |
| Saison                | Club                     | Division              | M.          | B.          | M.                    | B.                    | Comp.                          | M.                             | B.                             | M.    | B.    |
| 2002-2003             | 1. FFC Turbine Potsdam   | Frauen Bundesliga     | 21          | 8           |                       |                       | -                              | -                              | -                              | 21    | 8     |
| 2003-2004             | 1. FFC Turbine Potsdam   | Frauen Bundesliga     | 22          | 15          | 1+                    | 1+                    | -                              | -                              | -                              | 23    | 16    |
| 2004-2005             | 1. FFC Turbine Potsdam   | Frauen Bundesliga     | 19          | 17          | 1+                    | 1+                    | WCL                            | 0+                             | 3                              | 20    | 21    |
| 2005-2006             | 1. FFC Turbine Potsdam   | Frauen Bundesliga     | 21          | 15          | 5                     | 1                     | WCL                            | 0+                             | 6                              | 26    | 22    |
| 2006-2007             | 1. FFC Turbine Potsdam   | Frauen Bundesliga     | 12          | 7           | 0                     | 0                     | WCL                            | -                              | -                              | 12    | 7     |
| 2007-2008             | 1. FFC Turbine Potsdam   | Frauen Bundesliga     | 20          | 9           | 0+                    | 0+                    | -                              | -                              | -                              | 20    | 9     |
| 2008-2009             | 1. FFC Turbine Potsdam   | Frauen Bundesliga     | 22          | 21          | 2+                    | 0+                    | -                              | -                              | -                              | 24    | 21    |
| 2009-2010             | 1. FFC Turbine Potsdam   | Frauen Bundesliga     | 21          | 17          | 2+                    | 1+                    | WCL                            | 8                              | 9                              | 31    | 27    |
| 2010-2011             | 1. FFC Turbine Potsdam   | Frauen Bundesliga     | 22          | 15          | 5                     | 2                     | WCL                            | 9                              | 8                              | 36    | 25    |
| 2011-2012             | 1. FFC Turbine Potsdam   | Frauen Bundesliga     | 11          | 4           | 3                     | 1                     | WCL                            | 4                              | 7                              | 18    | 12    |
| Sous-total            | Sous-total               | Sous-total            | 191         | 128         | 19                    | 7                     | -                              | 39                             | 36                             | 249   | 171   |
| 2012                  | FC Rosengård             | Damallsvenskan        | 21          | 21          | 3+1                   | 1+1                   | WCL                            | 3                              | 2                              | 28    | 25    |
| 2013                  | FC Rosengård             | Damallsvenskan        | 21          | 13          | 1                     | 0                     | WCL                            | 6                              | 2                              | 28    | 15    |
| 2014                  | FC Rosengård             | Damallsvenskan        | 20          | 22          | 2                     | 3                     | WCL                            | 4                              | 4                              | 26    | 29    |
| 2015                  | FC Rosengård             | Damallsvenskan        | 7           | 6           | 2+1                   | 0+0                   | WCL                            | 2                              | 1                              | 12    | 7     |
| Sous-total            | Sous-total               | Sous-total            | 69          | 62          | 10                    | 5                     | -                              | 15                             | 9                              | 94    | 76    |
| 2015-2016             | Paris Saint-Germain      | Division 1            | 18          | 10          | 4                     | 1                     | WCL                            | 7                              | 3                              | 29    | 14    |
| Sous-total            | Sous-total               | Sous-total            | 18          | 10          | 4                     | 1                     | -                              | 7                              | 3                              | 29    | 14    |
| 2016-2017             | VfL Wolfsburg            | Bundesliga            | 10          | 1           | 2                     | 4                     | WCL                            | 5                              | 0                              | 17    | 5     |
| Sous-total            | Sous-total               | Sous-total            | 10          | 1           | 2                     | 4                     | -                              | 5                              | 0                              | 17    | 5     |
| 2017                  | FC Rosengård             | Damallsvenskan        | 19          | 5           | 3                     | 2                     | WCL                            | 4                              | 1                              | 26    | 8     |
| 2018                  | FC Rosengård             | Damallsvenskan        | 22          | 17          | 5                     | 6                     | WCL                            | 4                              | 1                              | 31    | 24    |
| 2019                  | FC Rosengård             | Damallsvenskan        | 6           | 0           | 3                     | 1                     | -                              | -                              | -                              | 9     | 1     |
| Sous-total            | Sous-total               | Sous-total            | 47          | 22          | 11                    | 9                     | -                              | 8                              | 2                              | 66    | 33    |
| 2019-2020             | RB Leipzig               | Regionalliga          | 13          | 17          | 2                     | 1                     | -                              | -                              | -                              | 15    | 18    |
| 2020-2021             | RB Leipzig               | 2.Frauen Bundesliga   | 11          | 5           | 0                     | 0                     | -                              | -                              | -                              | 11    | 5     |
| Sous-total            | Sous-total               | Sous-total            | 24          | 22          | 2                     | 1                     | -                              | -                              | -                              | 26    | 23    |
| 2021-2022             | SV Eintracht Leipzig-Süd | Regionalliga          | 3           | 1           | 0                     | 0                     | -                              | -                              | -                              | 3     | 1     |
| Sous-total            | Sous-total               | Sous-total            | 3           | 1           | 0                     | 0                     | -                              | -                              | -                              | 3     | 1     |
| Total sur la carrière | Total sur la carrière    | Total sur la carrière | 362         | 246         | 48                    | 27                    | -                              | 74                             | 51                             | 484   | 324   |

## Palmarès

### En club
- Vainqueur de la Ligue des champions en 2005 et en 2010
- Championne d'Allemagne en 2004, 2006, 2009, 2010, 2011 et 2012
- Vainqueur de la Coupe d'Allemagne féminine en 2004, 2005 et 2006
- Vainqueur de la Coupe d'Allemagne féminine en salle en 2004, 2005, 2008, 2009 et 2010

### En sélection
- Championne du monde en 2007
- Médaillée de bronze aux Jeux olympiques d'été de 2008
- Médaillée d'or aux Jeux olympiques d'été de 2016
- Championne d'Europe en 2005, 2009 et 2013
- Championne du monde des moins de 19 ans en 2004
- Championne d'Europe des moins de 19 ans en 2002 (Finaliste en 2003 et en 2004)

### Distinctions individuelles
- Meilleure buteuse du Championnat d'Europe de football féminin des moins de 19 ans 2004[14]
- Silbernes Lorbeerblatt en 2007
- Médaille Fritz Walter en 2005
- Nommée dans l'équipe type de la FIFA FIFPro Women's World11 en 2015.